# Аррей-Мби, Брайт
Брайт Акво Аррей-Мби (нем. Bright Akwo Arrey-Mbi; родился 26 марта 2003) — немецкий футболист, защитник клуба «Брага».

## Клубная карьера
Брайт родился в Камеруне, но летом 2014 года вместе с матерью переехал в Англию. Тренировался в футбольной академии «Норвич Сити», а затем в «Челси». В июле 2019 года перешёл в немецкий клуб «Баварии», став игроком молодёжной команды. 19 сентября 2020 года дебютировал за команду «Бавария II» в матче Третьей лиги Германии против «Тюркгюджю Мюнхен». 1 декабря 2020 года дебютировал в основном составе «Баварии», выйдя в стартовом составе на матч группового этапа Лиги чемпионов против «Атлетико Мадрид».

## Карьера в сборной
Выступал за сборную Англии до 15 лет и за сборные Германии до 16, до 17 и до 19 лет.